# Sefton Barrett
Sefton Andre Barrett (ur. 12 grudnia 1983 w Brampton) – kanadyjski koszykarz, występujący na pozycjach obrońcy oraz skrzydłowego.

## Osiągnięcia
Drużynowe
- Wicemistrz Finlandii (2013)[1]
- Zdobywca Pucharu Polski (2009)[2]
- Uczestnik rozgrywek EuroChallenge (2014)[3]

Indywidualne
- Uczestnik meczu gwiazd PLK (2009)[4]
- Zwycięzca konkursu wsadów PLK (2009)[5]
- Zawodnik tygodnia NBL (28.02.2015)[6]